# Rudolf Hendel
Rudolf Hendel (* 21. September 1947 in Rodewisch; † 17. Juli 2023 in Frankfurt (Oder)) war ein deutscher Judoka, der für die DDR antrat. Er gewann bei den Europameisterschaften 1970 und 1971 den Titel.

## Sportliche Karriere
Der 1,76 m große Rudolf Hendel begann bei der TSG Rodewisch im Leichtgewicht, der Gewichtsklasse bis 63 kg. In dieser Klasse gewann er 1965 seinen ersten DDR-Meistertitel gegen Eberhard Barth. 1966 wechselte Hendel als Nachfolger Erich Zielkes, der seine Karriere als aktiver Judoka beendet hatte, nach Berlin zum ASK. Bei den DDR-Meisterschaften 1966 belegte er im Halbmittelgewicht bis 70 kg den zweiten Platz hinter Günter Wiesner vom SC Dynamo Berlin. 1967 gewann Hendel eine Bronzemedaille bei den Junioren-Europameisterschaften. 1969 war Hendel hinter Dietmar Hötger Zweiter der DDR-Meisterschaften. Bei den DDR-Meisterschaften 1970 siegte er vor Hötger. 1970 fanden die Europameisterschaften in Ost-Berlin statt. Im Halbmittelgewicht erreichten Hendel und Hötger das Finale, Hendel gewann und war Europameister. Im Januar 1971 belegte Rudolf Hendel den dritten Platz beim Tournoi de Paris, bei den DDR-Meisterschaften gewann Hötger das Finale gegen Hendel. Bei den Europameisterschaften 1971 in Göteborg traf Hendel im Finale auf den Polen Antoni Zajkowski und verteidigte seinen Titel aus dem Vorjahr. Bei den Weltmeisterschaften 1971 in Ludwigshafen verlor Hendel im Achtelfinale gegen den Japaner Hideki Tsuzawa. Nach einem Sieg über den Iren Liam Carroll schied Hendel gegen den Franzosen Christian Desmet aus.
1972 belegte Hendel bei den DDR-Meisterschaften den zweiten Platz hinter Lothar Fehre. Hendel trat auch bei den Olympischen Spielen 1972 in München an. Da Hötger für das Halbmittelgewicht nominiert wurde, kämpfte Hendel im Mittelgewicht, der Gewichtsklasse bis 80 Kilogramm. Hendel verlor seinen Auftaktkampf gegen Peter Jákl aus der Tschechoslowakei durch Schiedsrichterentscheid (Yusei-gachi).
Nach der Verlegung des ASK Berlin von Strausberg nach Frankfurt an der Oder startete Hendel ab 1973 für den ASK Vorwärts Frankfurt. 1974 erreichte Hendel noch einmal das Finale der DDR-Meisterschaften im Halbmittelgewicht, unterlag aber gegen Frank-Michael Friedrich vom SC Dynamo.
Rudolf Hendel war gelernter Installateur. In der Nationalen Volksarmee stieg er als Sportsoldat bis zum Rang eines Majors auf. Als Trainer bei der NVA betreute er unter anderem Torsten Reißmann und Karl-Heinz Lehmann. Nach der Wende war er als Stabsfeldwebel bei der Bundeswehr und leitete einen Bundesstützpunkt. Er gehörte zu den Mitgründern des JC 90 Frankfurt (Oder), der 1992 zum ersten Mal die Judo-Bundesliga gewann.